# Église de la Nativité-du-Christ de Pirot
Pour les articles homonymes, voir Église de la Nativité-du-Christ.
L'église de la Nativité-du-Christ de Pirot (en serbe cyrillique : Црква рођења Христовог у Пироту ; en serbe latin : Crkva rođenja Hristovog u Pirotu) est une église orthodoxe serbe serbe située à Pirot et dans le district de Pirot en Serbie. Elle est inscrite sur la liste des monuments culturels protégés de la république de Serbie (no SK 2091),. 
L'église est également connue sous le nom de « la vieille église » (Stara crkva).

## Présentation
L'église a été construite en 1834 et a été consacrée par l'évêque de l'éparchie de Niš Jeronim. Le maître d'œuvre de l'édifice était Andreja Damjanov de Vélès, qui a aussi construit des églises à Niš, Skopje, Vranje, Smederevo et Mostar.
L'église est partiellement enfoncée dans le sol et il faut descendre quelques marches pour y accéder. Cela résulte des lois ottomanes qui exigeaient qu'une église ne soit pas plus haute que la mosquée turque. L'édifice mesure ainsi 22 m de long sur 13 m de large et 10 m de haut.